# كهف طيق
كهف طيق هو كهف في سلطنة عمان، يقع أعلى حفرة طوي أعتير. يبلغ حجمه 170 الف متر مكعب تقريبًا، وبه ما لا يقل عن 6 مداخل. يوصل إلى الكهف عبر مسالك صغيرة.